# SAG-AFTRA

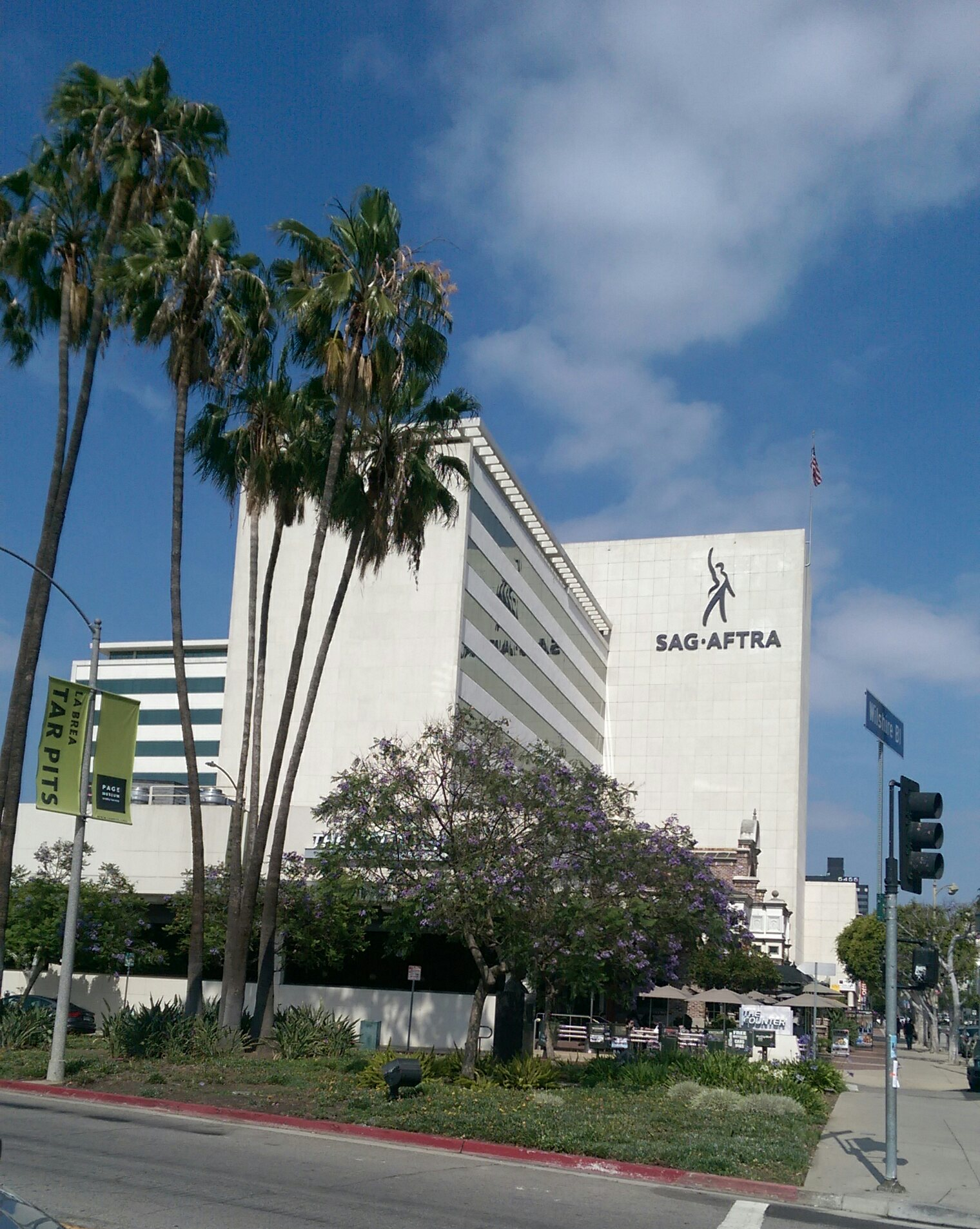
SAG-AFTRA Plaza in Los Angeles, Kalifornien, Gewerkschaftssitz der SAG-AFTRA

Die Screen Actors Guild‐American Federation of Television and Radio Artists (SAG-AFTRA) ist eine US-amerikanische Gewerkschaft, die ca. 160.000 Film- und Fernsehschauspieler, Journalisten, Sänger, Tänzer, Discjockeys, Synchronsprecher, andere Film- und Fernsehschaffende und weitere Berufstätige in den Medien weltweit vertritt. Die Organisation entstand im März 2012 aus der Fusion der SAG, der Gewerkschaft für Schauspieler des Kinos, mit der Fernseh- und Radiokünstlergewerkschaft AFTRA.

## Bedeutung
SAG-AFTRA hat eine vielfältige Mitgliedschaft, die aus Schauspielern, Ansagern, Rundfunkjournalisten, Nachrichtenautoren, Nachrichtenredakteuren, Programmleitern, Puppenspielern, Aufnahmekünstlern, Sängern, Stuntdarstellern, Sprecherinnen und anderen Medienfachleuten besteht.
Die SAG-AFTRA gilt funktionell als Netzwerk, in dem Mitglieder untereinander in Kontakt zueinander treten können. So gilt SAG-AFTRA auch als Schwarzes Brett für Jobs und Engagements, für die Tarifverträge mit der Gewerkschaft abgeschlossen wurden. Aufgrund der Größe und des Einflusses der Gewerkschaft haben die meisten großen Medienunternehmen über den Verband der Film- und Fernsehproduzenten einen Tarifvertrag mit SAG-AFTRA geschlossen. Studios, die mit SAG-AFTRA einen Tarifvertrag abgeschlossen haben, müssen in der Regel Gewerkschaftsmitgliedern bei der Einstellung den Vorzug geben.
Die Organisation gründete sich am 30. März 2012 durch Fusion der Screen Actors Guild von 1933 und der American Federation of Television and Radio Artists von 1937. SAG-AFTRA ist Mitglied der AFL-CIO, der größten Gewerkschaftsföderation in den Vereinigten Staaten. SAG-AFTRA hat seinen Hauptsitz in Los Angeles sowie ein weiteres nationales Büro in New York City und weitere lokale Büros im ganzen Land.

## Streiks und Ergebnisse
Seit Bestehen befanden sich einzelne Personengruppen innerhalb der SAG-AFTRA in einem Gewerkschaftsstreik, darunter ein von 2016 bis 2017 bestehender 340-Tage-Streik, der nach etwa anderthalb Jahren ergebnisloser Verhandlungen mit elf amerikanischen Videospielentwicklern und Publishern, darunter Activision, Electronic Arts, Insomniac Games, Take 2 Interactive entstand. Dieser übertraf in seiner Länge den 95-tägigen Emmy Awards-Streik von 1980 und den Werbestreik von 2000.
Von Juli bis November 2023 befand sich SAG-AFTRA in einem großflächigen Streik. Der Streik endete mit einer Grundsatzvereinbarung mit den US-amerikanischen Filmproduktionsgesellschaften über eine bessere Mindestvergütung, Leistungen bei der Renten- und Krankenversicherung, die Regelung des Einsatzes von künstlicher Intelligenz in der Filmbranche und Zulagen für Filme und Serien bei Streamingdiensten. Zeitgleich hatte zwischen Mai und Ende September 2023 die Writers Guild of America gestreikt. Dieser Doppelstreik hatte dazu geführt, dass die US-amerikanische Filmindustrie in jenem Zeitraum kaum Filme produzierte. Nachdem sich die SAG-AFTRA und die Alliance of Motion Picture and Television Producers (AMPTP) Anfang November 2023 auf einen neuen Dreijahresvertrag geeinigt hatten, wurde der 118 Tage andauernde Schauspielerstreik offiziell für beendet erklärt. Die AMPTP erklärte, sie habe der SAG-AFTRA den höchsten Gehaltszuwachs in ihrer Geschichte zugebilligt.